# الکساندر سوم، پادشاه اسکاتلند
الکساندر سوم (به انگلیسی: Alexander III) (زادهٔ ۴ سپتامبر ۱۲۴۱ – درگذشتهٔ ۱۸ یا ۱۹ مارس ۱۲۸۶) پادشاه اسکاتلند از ۱۲۴۹ تا ۱۲۸۶ بود. او قدرت پادشاهی را در اسکاتلند تثبیت نمود و قلمرو پادشاهی‌اش را مستقل، متحد و کامیاب ساخت. اسکات‌ها که تا پیش از این درگیر جنگ‌های خونین طولانی مدت با انگلستان بودند از دوران پادشاهی الکساندر سوم با عنوان «عصر طلایی» یاد کرده‌اند.

## زندگینامه
السکاندر سوم، تنها پسر الکساندر دوم بود که پس از مرگ پدرش در ۱۲۴۹ و در سن ۷ سالگی بر تخت پادشاهی نشست. او در ۱۲۵۱ با مارگارت، دختر بزرگ هنری سوم که در آن زمان ۱۱ ساله بود ازدواج کرد.
در ۱۲۶۳ الکساندر سوم موفق شد تا هاکون چهارم، پادشاه نروژ را که بر جزایر حاشیهٔ سواحل غربی اسکاتلند فرمان می‌راند در طی نبردی در لارگس شکست دهد. به‌دنبال این پیروزی، هبریدیز و جزیره من که در اختیار ماگنوس پنجم، پسر هاکون بود به الکساندر سوم تسلیم گردید و او با ضمیمه کردن این مناطق به خاک اسکاتلند، کار تحکیم و یکپارچه‌سازی مناطق باختری پادشاهی را به پایان رساند.
الکساندر سوم در ۱۲۸۶ بر اثر سقوط اسبش از صخره‌ها کشته شد و از آنجا که تمام فرزندانش تا آن زمان مرده بودند، نوهٔ خردسالش مارگارت، دوشیزه نروژ جانشین او شد.